# Verner Blaudzun
Verner Blaudzun (né le 23 mars 1946 à Sønderborg) est un coureur cycliste danois. Il a notamment été champion du monde du contre-la-montre par équipes en 1966. Il a participé trois fois aux Jeux olympiques, en 1968, 1976 et 1980. Il a obtenu la médaille de bronze du contre-la-montre par équipes aux Jeux de 1976.
Son fils, Michael Blaudzun, a été cycliste professionnel de 1995 à 2008 et a remporté plusieurs titres de champion du Danemark.

## Palmarès
- 1964
  - Champion des Pays nordiques du contre-la-montre par équipes juniors
- 1965
  - Champion des Pays nordiques du contre-la-montre par équipes
  - 2e du championnat des Pays nordiques sur route
- 1966
  -  Champion du monde du contre-la-montre par équipes (avec Ole Højlund, Fleming Gustav Wisborg et Jørgen Hansen)
- 1967
  - 2e du championnat du Danemark du contre-la-montre par équipes
  - 2e du championnat des Pays nordiques du contre-la-montre par équipes
  -  Médaillé d'argent du championnat du monde du contre-la-montre par équipes
- 1968
  -  Champion du Danemark sur route amateur
  - Fyen Rundt
  - 2e du championnat du Danemark du contre-la-montre par équipes
  - 2e du championnat des Pays nordiques du contre-la-montre par équipes
  - 4e du contre-la-montre par équipes des Jeux olympiques
  - 7e du championnat du monde sur route amateur
- 1969
  - Fyen Rundt
  -  Champion du Danemark du contre-la-montre par équipes
  - 3e du Grand Prix d'Annaba
- 1970
  -  Champion du Danemark du contre-la-montre par équipes
  -  Champion du Danemark sur route amateurs
  - Berliner Etappenfahrt
  - 7e du championnat du monde sur route amateur
- 1971
  -  Champion du Danemark du contre-la-montre par équipes
  - 5e étape du Berliner Etappenfahrt
  - 3e du championnat des Pays nordiques sur route
- 1973
  - 2e du championnat du Danemark sur route amateur
  - 2e du championnat du Danemark du contre-la-montre par équipes
  - 3e du championnat des Pays nordiques sur route
  - 4e du championnat du monde sur route amateur
- 1974
  -  Champion du Danemark du contre-la-montre par équipes
  - 2e du championnat du Danemark sur route amateur
  - 3e du championnat des Pays nordiques du contre-la-montre par équipes
- 1975
  - 2e du championnat du Danemark du contre-la-montre par équipes
- 1976
  -  Médaillé de bronze du contre-la-montre par équipes des Jeux olympiques
  -  Champion du Danemark du contre-la-montre par équipes
- 1977
  -  Champion du Danemark du contre-la-montre par équipes
  - 3e du championnat du Danemark sur route amateur
  - 3e du championnat des Pays nordiques du contre-la-montre par équipes
- 1978
  - 2e du championnat des Pays nordiques du contre-la-montre par équipes
  - 2e du championnat du Danemark du contre-la-montre par équipes
- 1980
  - 2e du Rund um Düren
  - 3e du championnat du Danemark du contre-la-montre par équipes
- 1982
  - 2e du championnat du Danemark sur route amateur
  - 3e du championnat du Danemark du contre-la-montre par équipes

## Récompenses
- Cycliste danois de l'année en 1976 (avec l'équipe danoise de contre-la-montre par équipes)